# Bahnstrecke Saint-Germain-des-Fossés–Nîmes
| |                                        |                                                                                              |                                                                                              |
| Streckennummer (SNCF): | 790 000                                |                                                                                              |                                                                                              |
| Streckenlänge: | 303 km                                 |                                                                                              |                                                                                              |
| Spurweite: | 1435 mm (Normalspur)                   |                                                                                              |                                                                                              |
| Zweigleisigkeit: | Clermont-Ferrand–Arvant und Alès–Nîmes |                                                                                              |                                                                                              |
| |                                        |                                                                                              |                                                                                              |
| \| \| \| Bahnstrecke Moret-Veneux-les-Sablons–Lyon-Perrache von Nevers \| \| \| \| 354,443 \| Saint-Germain-des-Fossés \| 256 m \| \| \| 354,776 \| Bahnstrecke Moret-Veneux-les-Sablons–Lyon-Perrache nach Lyon \| Bahnstrecke Moret-Veneux-les-Sablons–Lyon-Perrache nach Lyon \| \| \| 356,265 \| Bahnstrecke Saint-Germain-des-Fossés–Darsac nach Vichy \| Bahnstrecke Saint-Germain-des-Fossés–Darsac nach Vichy \| \| \| 357,278 \| Viadukt Allier (257 m) \| Viadukt Allier (257 m) \| \| \| 359,810 \| Saint-Rémy-en-Rollat \| 262 m \| \| \| 364,113 \| Vendat \| 285 m \| \| \| 371,986 \| Monteignet – Escurolles \| 326 m \| \| \| 376,496 \| A719 \| A719 \| \| \| \| Bahnstrecke La Ferté-Hauterive–Gannat von La Ferté-Hauterive \| \| \| \| \| Bahnstrecke Commentry–Gannat von Montluçon \| \| \| \| 378,390 \| Gannat \| 337 m \| \| \| \| Département Allier/Puy-de-Dôme \| \| \| \| 389,108 \| Aigueperse \| 356 m \| \| \| 393,925 \| Aubiat \| 341 m \| \| \| 398,961 \| Pontmort \| 330 m \| \| \| 403,9xx \| A 71 \| A 71 \| \| \| \| Bahnstrecke Vichy–Riom von Vichy \| \| \| \| 405,562 \| Riom – Châtel-Guyon \| 337 m \| \| \| 405,883 \| Bahnstrecke Riom–Châtelguyon nach Châtelguyon \| Bahnstrecke Riom–Châtelguyon nach Châtelguyon \| \| \| 412,132 \| Gerzat \| 330 m \| \| \| 414,669 \| A710 \| A710 \| \| \| \| Bahnstrecke Clermont-Ferrand–Saint-Just-sur-Loire von St-Étienne \| \| \| \| 419,258 \| Clermont-Ferrand \| 358 m \| \| \| 419,606 \| Bahnstrecke Eygurande-Merlines–Clermont-Ferrand n. Eygurande-M. \| Bahnstrecke Eygurande-Merlines–Clermont-Ferrand n. Eygurande-M. \| \| \| 422,870 \| Clermont-La Pardieu \| 345 m \| \| \| 423,320 \| A 75 \| A 75 \| \| \| 427,112 \| Sarliève – Cournon \| 353 m \| \| \| 429,442 \| Le Cendre – Orcet \| 350 m \| \| \| 429,853 \| Brücke über den Auzon (8 m) \| Brücke über den Auzon (8 m) \| \| \| 434,131 \| Les Martres-de-Veyre \| 346 m \| \| \| 434,304 \| Veyre (6 m) \| Veyre (6 m) \| \| \| 436,765 \| Viadukt von Longues (Allier) (99 m) \| Viadukt von Longues (Allier) (99 m) \| \| \| 437,206 \| Vic-le-Comte \| 351 m \| \| \| 444,105 \| Parent – Coudes – Champeix \| 362 m \| \| \| 451,947 \| Viadukt von Piat (Allier) (118 m) \| Viadukt von Piat (Allier) (118 m) \| \| \| 452,093 \| A 75 (28 m) \| A 75 (28 m) \| \| \| 454,433 \| Issoire \| 386 m \| \| \| 454,547 \| Couze Pavin (23 m) \| Couze Pavin (23 m) \| \| \| 455,757 \| A75 (45 m) \| A75 (45 m) \| \| \| 459,239 \| Le Broc \| 381 m \| \| \| 463,116 \| Le Breuil-sur-Couze \| 394 m \| \| \| 463,315 \| Couze (27 m) \| Couze (27 m) \| \| \| 467,235 \| Le Saut-du-Loup \| 398 m \| \| \| 467,369 \| Alagnon (27 m) \| Alagnon (27 m) \| \| \| 468,143 \| Tunnel de la Roche (43 m) \| Tunnel de la Roche (43 m) \| \| \| 472,889 \| Brassac-les-Mines–Sainte-Florine \| 409 m \| \| \| \| Département Puy-de-Dôme/Haute-Loire \| \| \| \| 478,749 \| Arvant \| 426 m \| \| \| 478,984 \| Bahnstrecke Figeac–Arvant nach Aurillac \| Bahnstrecke Figeac–Arvant nach Aurillac \| \| \| 485,500 \| Bahnstrecke Beaumont-Loriat–St-Flour von Saint-Flour \| Bahnstrecke Beaumont-Loriat–St-Flour von Saint-Flour \| \| \| 489,099 \| Brioude \| 434 m \| \| \| 492,401 \| Viaduc de la Bageasse (Allier) (81 m) \| Viaduc de la Bageasse (Allier) (81 m) \| \| \| 494,117 \| Fontannes \| 451 m \| \| \| 500,516 \| Frugières-le-Pin \| 488 m \| \| \| 501,141 \| Viaduc de Blannat (Senouire) (44 m) \| Viaduc de Blannat (Senouire) (44 m) \| \| \| 502,209 \| Viaduc de Domeyrat (Senouire) (20 m) \| Viaduc de Domeyrat (Senouire) (20 m) \| \| \| 504,236 \| Viaduc de Domarget (Senouire) (25 m) \| Viaduc de Domarget (Senouire) (25 m) \| \| \| 507,009 \| Paulhaguet \| Paulhaguet \| \| \| 512,962 \| Saint-Georges-d’Aurac \| 572 m \| \| \| \| \| \| \| \| 513,104 \| Bahnstrecke Saint-Georges-d’Aurac–Saint-Étienne-Châteaucreux nach Saint-Étienne-Châteaucreux \| Bahnstrecke Saint-Georges-d’Aurac–Saint-Étienne-Châteaucreux nach Saint-Étienne-Châteaucreux \| \| \| \| \| \| \| \| 518,995 \| Viaduc de Costet (Allier) (263 m) \| Viaduc de Costet (Allier) (263 m) \| \| \| 520,534 \| Langeac \| 515 m \| \| \| 526,374 \| Chanteuges \| 530 m \| \| \| 528,014 \| Tunnel de Saint-Arcons (61 m) \| Tunnel de Saint-Arcons (61 m) \| \| \| 532,000 \| Viaduc de Monteil (49 m) \| Viaduc de Monteil (49 m) \| \| \| 533,595 \| Prades-Saint-Julien \| 550 m \| \| \| 534,032 \| Viaduc de Prades (66 m) \| Viaduc de Prades (66 m) \| \| \| 535,010 \| Pont sur la Seuge (15 m) \| Pont sur la Seuge (15 m) \| \| \| 535,268 \| Tunnel de Prades (163 m) \| Tunnel de Prades (163 m) \| \| \| 539,007 \| Tunnel de la Garde (213 m) \| Tunnel de la Garde (213 m) \| \| \| 540,154 \| Tunnel des Ombries n°1 (60 m) \| Tunnel des Ombries n°1 (60 m) \| \| \| 540,250 \| Tunnel des Ombries n°2 (36 m) \| Tunnel des Ombries n°2 (36 m) \| \| \| 540,364 \| Viaduc de Ponnet (35 m) \| Viaduc de Ponnet (35 m) \| \| \| 541,166 \| Tunnel du Saut-du-Vieillard (98 m) \| Tunnel du Saut-du-Vieillard (98 m) \| \| \| 541,924 \| Tunnel du Ponnet (120 m) \| Tunnel du Ponnet (120 m) \| \| \| 542,708 \| Tunnel de la Valette (75 m) \| Tunnel de la Valette (75 m) \| \| \| 543,368 \| Tunnel de la Madeleine (84 m) \| Tunnel de la Madeleine (84 m) \| \| \| 543,690 \| Viaduc de la Madeleine (Allier) (110 m) \| Viaduc de la Madeleine (Allier) (110 m) \| \| \| 543,800 \| Tunnel de Pracleaux (90 m) \| Tunnel de Pracleaux (90 m) \| \| \| 544,206 \| Tunnel de Monistrol (48 m) \| Tunnel de Monistrol (48 m) \| \| \| 544,519 \| Monistrol-d’Allier \| 607 m \| \| \| 545,604 \| Galerie de la Raybutte (30 m) \| Galerie de la Raybutte (30 m) \| \| \| 545,756 \| Viaduc de Fontannes (Allier) (131 m) \| Viaduc de Fontannes (Allier) (131 m) \| \| \| 545,934 \| Tunnel de Fontannes (161 m) \| Tunnel de Fontannes (161 m) \| \| \| 546,402 \| Tunnel du Jacquet (81 m) \| Tunnel du Jacquet (81 m) \| \| \| 546,629 \| Tunnel de Douachenez (551 m) \| Tunnel de Douachenez (551 m) \| \| \| 547,338 \| Viaduc de Douachenez (80 m) \| Viaduc de Douachenez (80 m) \| \| \| 547,427 \| Tunnel de Saint-Didier (210 m) \| Tunnel de Saint-Didier (210 m) \| \| \| 547,815 \| Tunnel de Charbonnes (41 m) \| Tunnel de Charbonnes (41 m) \| \| \| 548,073 \| Tunnel de Paire-Grosse (87 m) \| Tunnel de Paire-Grosse (87 m) \| \| \| 548,244 \| Viadukt (74 m) \| Viadukt (74 m) \| \| \| 548,384 \| Tunnel de Saint-Étienne (625 m) \| Tunnel de Saint-Étienne (625 m) \| \| \| 549,410 \| Tunnel de Charbonnières (71 m) \| Tunnel de Charbonnières (71 m) \| \| \| 549,650 \| Viaduc de Paire (44 m) \| Viaduc de Paire (44 m) \| \| \| 549,774 \| Tunnel de Paire (98 m) \| Tunnel de Paire (98 m) \| \| \| 550,076 \| Tunnel de Ramenac (48 m) \| Tunnel de Ramenac (48 m) \| \| \| 550,266 \| Viaduc de Ramenac (65 m) \| Viaduc de Ramenac (65 m) \| \| \| 550,408 \| Tunnel des Chastées (75 m) \| Tunnel des Chastées (75 m) \| \| \| 550,562 \| Viaduc de Poutes (Allier) (62 m) \| Viaduc de Poutes (Allier) (62 m) \| \| \| 550,635 \| Tunnel de Poutes (64 m) \| Tunnel de Poutes (64 m) \| \| \| 551,501 \| Tunnel du Sac (70 m) \| Tunnel du Sac (70 m) \| \| \| 554,330 \| Alleyras \| 669 m \| \| \| 556,389 \| Tunnel de Vabres (35 m) \| Tunnel de Vabres (35 m) \| \| \| 556,530 \| Viaduc de Vabres (89 m) \| Viaduc de Vabres (89 m) \| \| \| 556,659 \| Tunnel d’Alleyras (220 m) \| Tunnel d’Alleyras (220 m) \| \| \| 557,840 \| Tunnel de la Parade (35 m) \| Tunnel de la Parade (35 m) \| \| \| 559,451 \| Viaduc de la Talide (66 m) \| Viaduc de la Talide (66 m) \| \| \| 559,599 \| Tunnel de la Talide (355 m) \| Tunnel de la Talide (355 m) \| \| \| 560,336 \| Tunnel de Roquefort (167 m) \| Tunnel de Roquefort (167 m) \| \| \| 561,795 \| Tunnel du Crest (135 m) \| Tunnel du Crest (135 m) \| \| \| 562,388 \| Tunnel de Genestouze (61 m) \| Tunnel de Genestouze (61 m) \| \| \| 563,297 \| Tunnel de la Selette (211 m) \| Tunnel de la Selette (211 m) \| \| \| 563,877 \| Tunnel du Faux (64 m) \| Tunnel du Faux (64 m) \| \| \| 564,542 \| Tunnel de Saint-Christophe (37 m) \| Tunnel de Saint-Christophe (37 m) \| \| \| 564,892 \| Viaduc de Saint-Christophe (98 m) \| Viaduc de Saint-Christophe (98 m) \| \| \| 565,140 \| Tunnel de Souils (90 m) \| Tunnel de Souils (90 m) \| \| \| 565,865 \| Viaduc de Bassette (65 m) \| Viaduc de Bassette (65 m) \| \| \| 566,096 \| Tunnel du Thord (253 m) \| Tunnel du Thord (253 m) \| \| \| 566,849 \| Tunnel de l’Étang (62 m) \| Tunnel de l’Étang (62 m) \| \| \| 567,300 \| Viaduc de Chapeauroux (404 m) \| Viaduc de Chapeauroux (404 m) \| \| \| 567,862 \| Chapeauroux \| 751 m \| \| \| 568,615 \| Tunnel de Crémat (223 m) \| Tunnel de Crémat (223 m) \| \| \| 568,873 \| Galerie de Chaillet (48 m) \| Galerie de Chaillet (48 m) \| \| \| 569,155 \| Tunnel de Condres (494 m) \| Tunnel de Condres (494 m) \| \| \| 569,751 \| Viaduc de Condres (162 m) \| Viaduc de Condres (162 m) \| \| \| 571,827 \| Viaduc de Ribains (Allier) (86 m) \| Viaduc de Ribains (Allier) (86 m) \| \| \| 571,962 \| Tunnel de Ribains (494 m) \| Tunnel de Ribains (494 m) \| \| \| 572,845 \| Tunnel de Rauret (304 m) \| Tunnel de Rauret (304 m) \| \| \| 573,202 \| Viaduc de Rauret (45 m) \| Viaduc de Rauret (45 m) \| \| \| 573,243 \| Tunnel de Freycenet (110 m) \| Tunnel de Freycenet (110 m) \| \| \| 573,785 \| Tunnel de la Joncherette (268 m) \| Tunnel de la Joncherette (268 m) \| \| \| 574,69x \| Jonchères \| 832 m \| \| \| 576,430 \| Viaduc de Boisdelaine (152 m) \| Viaduc de Boisdelaine (152 m) \| \| \| 576,608 \| Tunnel du Mazel (86 m) \| Tunnel du Mazel (86 m) \| \| \| 577,470 \| Viaduc de la Pinède (50 m) \| Viaduc de la Pinède (50 m) \| \| \| 577,581 \| Tunnel de la Pinède (105 m) \| Tunnel de la Pinède (105 m) \| \| \| 577,264 \| Tunnel de la Forêt (72 m) \| Tunnel de la Forêt (72 m) \| \| \| 578,520 \| Viaduc du Mazel (Allier) (65 m) \| Viaduc du Mazel (Allier) (65 m) \| \| \| 578,605 \| Tunnel du Pourcentage (152 m) \| Tunnel du Pourcentage (152 m) \| \| \| 580,200 \| Viaduc (43 m) \| Viaduc (43 m) \| \| \| 580,237 \| Tunnel de Pomeyrols (354 m) \| Tunnel de Pomeyrols (354 m) \| \| \| 582,642 \| Tunnel de la Vallette (121 m) \| Tunnel de la Vallette (121 m) \| \| \| 583,595 \| Gazelle (38 m) \| Gazelle (38 m) \| \| \| \| Département Haute-Loire/Lozère \| \| \| \| \| Bahnstrecke Le Puy–Langogne von Le Puy-en-Velay \| \| \| \| 586,789 \| Viadukt (112 m) \| Viadukt (112 m) \| \| \| 587,095 \| Langogne \| 913 m \| \| \| 587,301 \| Viaduc de Langouyrou (60 m) \| Viaduc de Langouyrou (60 m) \| \| \| 588,692 \| Viaduc des Brasses (Allier) (187 m) \| Viaduc des Brasses (Allier) (187 m) \| \| \| 591,332 \| Tunnel de la Veyssière (142 m) \| Tunnel de la Veyssière (142 m) \| \| \| 592,726 \| Tunnel de Saint-Martin (96 m) \| Tunnel de Saint-Martin (96 m) \| \| \| 593,682 \| Viaduc de l’Espézonnette (50 m) \| Viaduc de l’Espézonnette (50 m) \| \| \| 596,089 \| Viaduc de Bouchâtel (Allier) (72 m) \| Viaduc de Bouchâtel (Allier) (72 m) \| \| \| 599,246 \| Luc \| 971 m \| \| \| 602,032 \| Viaduc de la Veyrune (Allier) (38 m) \| Viaduc de la Veyrune (Allier) (38 m) \| \| \| 604,0xx \| Viaduc de Rogleton (Allier) (59 m) \| Viaduc de Rogleton (Allier) (59 m) \| \| \| 606,599 \| La Bastide – Saint-Laurent-les-Bains \| 1 024 m \| \| \| \| Bahnstrecke Le Monastier–La Bastide-St-Laurent-les-Bains \| \| \| \| 607,628 \| Viaduc des Huttes (Allier) (14 m) \| Viaduc des Huttes (Allier) (14 m) \| \| \| 607,684 \| Tunnel de la Bastide (894 m) \| Tunnel de la Bastide (894 m) \| \| \| 608,861 \| Tunnel de Fagoux (378 m) \| Tunnel de Fagoux (378 m) \| \| \| 609,537 \| Tunnel de Bazaux (201 m) \| Tunnel de Bazaux (201 m) \| \| \| 610,274 \| Tunnel de Pradal (164 m) \| Tunnel de Pradal (164 m) \| \| \| 610,688 \| Tunnel de Gravil (1 120 m) \| Tunnel de Gravil (1 120 m) \| \| \| 612,220 \| Tunnel de la Molette (503 m) \| Tunnel de la Molette (503 m) \| \| \| 613,062 \| Tunnel de Serre-Degales (197 m) \| Tunnel de Serre-Degales (197 m) \| \| \| 613,611 \| Tunnel de Vertel (162 m) \| Tunnel de Vertel (162 m) \| \| \| 615,581 \| Tunnel de Resseau (105 m) \| Tunnel de Resseau (105 m) \| \| \| 615,968 \| Prévenchères-Gorges du Chassezac \| Prévenchères-Gorges du Chassezac \| \| \| 616,986 \| Tunnel de Rachas (117 m) \| Tunnel de Rachas (117 m) \| \| \| 617,333 \| Viaduc du Chassezac (90 m) \| Viaduc du Chassezac (90 m) \| \| \| 617,395 \| Tunnel du Chassezac (187 m) \| Tunnel du Chassezac (187 m) \| \| \| 618,954 \| Tunnel d’Albespeyre (1 521 m) \| Tunnel d’Albespeyre (1 521 m) \| \| \| 621,128 \| Tunnel de Serre-Bas (68 m) \| Tunnel de Serre-Bas (68 m) \| \| \| 621,499 \| Viaduc des Fourches (100 m) \| Viaduc des Fourches (100 m) \| \| \| 621,566 \| Tunnel du Gros-Chou (150 m) \| Tunnel du Gros-Chou (150 m) \| \| \| 621,931 \| Tunnel de Bessèdes (201 m) \| Tunnel de Bessèdes (201 m) \| \| \| 622,495 \| Tunnel de Pourcharesses (336 m) \| Tunnel de Pourcharesses (336 m) \| \| \| 623,077 \| Galerie du Pradel (121 m) \| Galerie du Pradel (121 m) \| \| \| 623,436 \| Tunnel de Chabrel (290 m) \| Tunnel de Chabrel (290 m) \| \| \| 624,463 \| Tunnel de Truel (255 m) \| Tunnel de Truel (255 m) \| \| \| 625,072 \| Tunnel de Civadière (201 m) \| Tunnel de Civadière (201 m) \| \| \| 625,448 \| Viaduc de l’Altier (246 m) \| Viaduc de l’Altier (246 m) \| \| \| 625,590 \| Tunnel de l’Altier (708 m) \| Tunnel de l’Altier (708 m) \| \| \| 626,458 \| Viaduc de Palhères (47 m) \| Viaduc de Palhères (47 m) \| \| \| 626,791 \| Villefort \| 606 m \| \| \| 627,137 \| Tunnel de Villefort (276 m) \| Tunnel de Villefort (276 m) \| \| \| 627,536 \| Tunnel du Rat (61 m) \| Tunnel du Rat (61 m) \| \| \| 628,046 \| Tunnel du Collet (462 m) \| Tunnel du Collet (462 m) \| \| \| 629,301 \| Tunnel de Valcrouzes (560 m) \| Tunnel de Valcrouzes (560 m) \| \| \| \| Département Lozère/Gard \| \| \| \| 630,272 \| Tunnel de Rancel (242 m) \| Tunnel de Rancel (242 m) \| \| \| 631,082 \| Tunnel d’Elzières (414 m) \| Tunnel d’Elzières (414 m) \| \| \| 632,186 \| Viaduc de la Malautière (176 m) \| Viaduc de la Malautière (176 m) \| \| \| 632,303 \| Tunnel de Maussal (106 m) \| Tunnel de Maussal (106 m) \| \| \| 633,394 \| Concoules – Ponteils \| 583 m \| \| \| 634,010 \| Tunnel de Planzolles (512 m) \| Tunnel de Planzolles (512 m) \| \| \| 635,421 \| Tunnel de Ribes (197 m) \| Tunnel de Ribes (197 m) \| \| \| 636,652 \| Tunnel de la Banlève (714 m) \| Tunnel de la Banlève (714 m) \| \| \| 637,779 \| Tunnel de Champrevars (113 m) \| Tunnel de Champrevars (113 m) \| \| \| 638,484 \| Tunnel de Leyrolles (234 m) \| Tunnel de Leyrolles (234 m) \| \| \| 639,114 \| Tunnel de Génolhac (396 m) \| Tunnel de Génolhac (396 m) \| \| \| 639,759 \| Génolhac \| 471 m \| \| \| 641,222 \| Viaduc du Valat-de-Finoune (71 m) \| Viaduc du Valat-de-Finoune (71 m) \| \| \| 641,844 \| Tunnel de Belle-Poêle (166 m) \| Tunnel de Belle-Poêle (166 m) \| \| \| 642,116 \| Tunnel de Nauches (229 m) \| Tunnel de Nauches (229 m) \| \| \| 642,884 \| Tunnel du Roc-Courbier (177 m) \| Tunnel du Roc-Courbier (177 m) \| \| \| 643,188 \| Tunnel des Faussats (261 m) \| Tunnel des Faussats (261 m) \| \| \| 643,675 \| Tunnel de Pertus (287 m) \| Tunnel de Pertus (287 m) \| \| \| 644,419 \| Viaduc du Valat-de-Landiol (112 m) \| Viaduc du Valat-de-Landiol (112 m) \| \| \| 644,537 \| Tunnel de l’Alliège (141 m) \| Tunnel de l’Alliège (141 m) \| \| \| 646,108 \| Viaduc de Chamborigaud (Luech) (398 m) \| Viaduc de Chamborigaud (Luech) (398 m) \| \| \| 646,500 \| Anschluss der Mines de Portes \| Anschluss der Mines de Portes \| \| \| 646,509 \| Viaduc de Frescenet (88 m) \| Viaduc de Frescenet (88 m) \| \| \| 647,052 \| Chamborigaud \| 330 m \| \| \| 647,268 \| Viaduc de Baldy (69 m) \| Viaduc de Baldy (69 m) \| \| \| 648,443 \| Tunnel de la Bégude (1725 m) \| Tunnel de la Bégude (1725 m) \| \| \| 651,517 \| Tunnel de Machères (127 m) \| Tunnel de Machères (127 m) \| \| \| 651,809 \| Tunnel de Berlières (61 m) \| Tunnel de Berlières (61 m) \| \| \| \| Bahnstrecke Florac–Sainte-Cécile-d’Andorge von Florac \| \| \| \| 652,544 \| Sainte-Cécile-d’Andorge \| 291 m \| \| \| 652,858 \| Tunnel de Sainte-Cécile-d’Andorge (160 m) \| Tunnel de Sainte-Cécile-d’Andorge (160 m) \| \| \| 653,242 \| Tunnel de Valoussières (183 m) \| Tunnel de Valoussières (183 m) \| \| \| 653,607 \| Tunnel de la Pinède (168 m) \| Tunnel de la Pinède (168 m) \| \| \| 655,192 \| Tunnel de Lardoux (249 m) \| Tunnel de Lardoux (249 m) \| \| \| 655,594 \| Viaduc de Lardoux (138 m) \| Viaduc de Lardoux (138 m) \| \| \| 657,600 \| La Levade \| 202 m \| \| \| 657,693 \| Viaduc de la Tronche (72 m) \| Viaduc de la Tronche (72 m) \| \| \| 660,599 \| La Grand-Combe-La Pise \| 188 m \| \| \| 660,658 \| Viaduc de la Grand-Combe (100 m) \| Viaduc de la Grand-Combe (100 m) \| \| \| 661,783 \| Tunnel du Fesc (201 m) \| Tunnel du Fesc (201 m) \| \| \| 662,737 \| Viaduc du Valat-du-Mazet (75 m) \| Viaduc du Valat-du-Mazet (75 m) \| \| \| 665,338 \| Malbosc \| 165 m \| \| \| 671,829 \| Tamaris \| 142 m \| \| \| 672,744 \| Viaduc de la Tronche (55 m) \| Viaduc de la Tronche (55 m) \| \| \| 673,465 \| Bahnstrecke Le Teil–Alès von Le Teil \| Bahnstrecke Le Teil–Alès von Le Teil \| \| \| 673,628 \| Tunnel du Pèlerin (211 m) \| Tunnel du Pèlerin (211 m) \| \| \| 674,129 \| Alès \| 136 m \| \| \| 674,129 \| Bahnstrecke Alès–Port-L’Ardoise nach Port-L’Ardoise \| Bahnstrecke Alès–Port-L’Ardoise nach Port-L’Ardoise \| \| \| 679,626 \| Saint-Hilaire-de-Brethmas \| 116 m \| \| \| 680,487 \| Viaduc de l’Avène (168 m) \| Viaduc de l’Avène (168 m) \| \| \| 683,905 \| Mas-des-Gardies \| 105 m \| \| \| \| Bahnstrecke Mas-des-Gardies–Les Mazes-le-Crès nach Mazes-le-Crès \| \| \| \| 686,852 \| Vézénobres \| 99 m \| \| \| 688,049 \| Tunnel de Ners (394 m) \| Tunnel de Ners (394 m) \| \| \| 689,339 \| Viaduc de Ners (Gardon) (456 m) \| Viaduc de Ners (Gardon) (456 m) \| \| \| 689,565 \| Ners \| 94 m \| \| \| 692,711 \| Tunnel de Boucoiran (139 m) \| Tunnel de Boucoiran (139 m) \| \| \| 693,142 \| Boucoiran \| 82 m \| \| \| 695,606 \| Nozières – Brignon \| 78 m \| \| \| 695,606 \| Bahnstrecke Uzès–Nozières-Brignon nach Uzès \| Bahnstrecke Uzès–Nozières-Brignon nach Uzès \| \| \| 698,813 \| Saint-Geniès-de-Malgoirès \| 88 m \| \| \| 703,747 \| Fons – Saint-Mamert \| 99 m \| \| \| 704,870 \| Viaduc de la Braume (360 m) \| Viaduc de la Braume (360 m) \| \| \| 705,190 \| Tunnel de Gajan (130 m) \| Tunnel de Gajan (130 m) \| \| \| 713,118 \| Mas-de-Ponge \| 147 m \| \| \| 717,834 \| Viaduc de la Tourmagne (240 m) \| Viaduc de la Tourmagne (240 m) \| \| \| 717,995 \| Tunnel de la Tourmagne (186 m) \| Tunnel de la Tourmagne (186 m) \| \| \| 718,855 \| Viaduc du Mas-du-Diable-de-Russan (268 m) \| Viaduc du Mas-du-Diable-de-Russan (268 m) \| \| \| 721,14624,700 \| Bahnstrecke Tarascon–Sète-Ville von Tarascon \| Bahnstrecke Tarascon–Sète-Ville von Tarascon \| \| \| 26,850 \| Viadukt von Nîmes (1 669 m) \| Viadukt von Nîmes (1 669 m) \| \| \| 27,150 \| Nîmes \| 46 m \| \| \| \| \| \| \| \| \| Bahnstrecke Tarascon–Sète-Ville nach Sète \| \| |                                        |                                                                                              |                                                                                              |
| |                                        | Bahnstrecke Moret-Veneux-les-Sablons–Lyon-Perrache von Nevers                                |                                                                                              |
| Bahnhof | 354,443                                | Saint-Germain-des-Fossés                                                                     | 256 m                                                                                        |
| Abzweig geradeaus, nach links und von links | 354,776                                | Bahnstrecke Moret-Veneux-les-Sablons–Lyon-Perrache nach Lyon                                 | Bahnstrecke Moret-Veneux-les-Sablons–Lyon-Perrache nach Lyon                                 |
| Abzweig geradeaus und nach links | 356,265                                | Bahnstrecke Saint-Germain-des-Fossés–Darsac nach Vichy                                       | Bahnstrecke Saint-Germain-des-Fossés–Darsac nach Vichy                                       |
| Brücke über Wasserlauf | 357,278                                | Viadukt Allier (257 m)                                                                       | Viadukt Allier (257 m)                                                                       |
| ehemaliger Bahnhof | 359,810                                | Saint-Rémy-en-Rollat                                                                         | 262 m                                                                                        |
| ehemaliger Haltepunkt / Haltestelle | 364,113                                | Vendat                                                                                       | 285 m                                                                                        |
| ehemaliger Bahnhof | 371,986                                | Monteignet – Escurolles                                                                      | 326 m                                                                                        |
| Strecke mit Straßenbrücke | 376,496                                | A719                                                                                         | A719                                                                                         |
| Abzweig geradeaus und von rechts |                                        | Bahnstrecke La Ferté-Hauterive–Gannat von La Ferté-Hauterive                                 | Bahnstrecke La Ferté-Hauterive–Gannat von La Ferté-Hauterive                                 |
| Abzweig geradeaus und von rechts |                                        | Bahnstrecke Commentry–Gannat von Montluçon                                                   | Bahnstrecke Commentry–Gannat von Montluçon                                                   |
| Bahnhof | 378,390                                | Gannat                                                                                       | 337 m                                                                                        |
| Grenze |                                        | Département Allier/Puy-de-Dôme                                                               | Département Allier/Puy-de-Dôme                                                               |
| Bahnhof | 389,108                                | Aigueperse                                                                                   | 356 m                                                                                        |
| Bahnhof | 393,925                                | Aubiat                                                                                       | 341 m                                                                                        |
| Bahnhof | 398,961                                | Pontmort                                                                                     | 330 m                                                                                        |
| Strecke mit Straßenbrücke | 403,9xx                                | A 71                                                                                         | A 71                                                                                         |
| Abzweig geradeaus und von links |                                        | Bahnstrecke Vichy–Riom von Vichy                                                             | Bahnstrecke Vichy–Riom von Vichy                                                             |
| Bahnhof | 405,562                                | Riom – Châtel-Guyon                                                                          | 337 m                                                                                        |
| Abzweig geradeaus und nach rechts | 405,883                                | Bahnstrecke Riom–Châtelguyon nach Châtelguyon                                                | Bahnstrecke Riom–Châtelguyon nach Châtelguyon                                                |
| Bahnhof | 412,132                                | Gerzat                                                                                       | 330 m                                                                                        |
| Strecke mit Straßenbrücke | 414,669                                | A710                                                                                         | A710                                                                                         |
| Abzweig geradeaus und von links |                                        | Bahnstrecke Clermont-Ferrand–Saint-Just-sur-Loire von St-Étienne                             | Bahnstrecke Clermont-Ferrand–Saint-Just-sur-Loire von St-Étienne                             |
| Bahnhof | 419,258                                | Clermont-Ferrand                                                                             | 358 m                                                                                        |
| Abzweig geradeaus und nach rechts | 419,606                                | Bahnstrecke Eygurande-Merlines–Clermont-Ferrand n. Eygurande-M.                              | Bahnstrecke Eygurande-Merlines–Clermont-Ferrand n. Eygurande-M.                              |
| Haltepunkt / Haltestelle | 422,870                                | Clermont-La Pardieu                                                                          | 345 m                                                                                        |
| Strecke mit Straßenbrücke | 423,320                                | A 75                                                                                         | A 75                                                                                         |
| Bahnhof | 427,112                                | Sarliève – Cournon                                                                           | 353 m                                                                                        |
| Bahnhof | 429,442                                | Le Cendre – Orcet                                                                            | 350 m                                                                                        |
| Brücke über Wasserlauf | 429,853                                | Brücke über den Auzon (8 m)                                                                  | Brücke über den Auzon (8 m)                                                                  |
| Bahnhof | 434,131                                | Les Martres-de-Veyre                                                                         | 346 m                                                                                        |
| Brücke über Wasserlauf | 434,304                                | Veyre (6 m)                                                                                  | Veyre (6 m)                                                                                  |
| Brücke über Wasserlauf | 436,765                                | Viadukt von Longues (Allier) (99 m)                                                          | Viadukt von Longues (Allier) (99 m)                                                          |
| Bahnhof | 437,206                                | Vic-le-Comte                                                                                 | 351 m                                                                                        |
| Bahnhof | 444,105                                | Parent – Coudes – Champeix                                                                   | 362 m                                                                                        |
| Brücke über Wasserlauf | 451,947                                | Viadukt von Piat (Allier) (118 m)                                                            | Viadukt von Piat (Allier) (118 m)                                                            |
| Strecke mit Straßenbrücke | 452,093                                | A 75 (28 m)                                                                                  | A 75 (28 m)                                                                                  |
| Bahnhof | 454,433                                | Issoire                                                                                      | 386 m                                                                                        |
| Brücke über Wasserlauf | 454,547                                | Couze Pavin (23 m)                                                                           | Couze Pavin (23 m)                                                                           |
| Strecke mit Straßenbrücke | 455,757                                | A75 (45 m)                                                                                   | A75 (45 m)                                                                                   |
| ehemaliger Bahnhof | 459,239                                | Le Broc                                                                                      | 381 m                                                                                        |
| Bahnhof | 463,116                                | Le Breuil-sur-Couze                                                                          | 394 m                                                                                        |
| Brücke über Wasserlauf | 463,315                                | Couze (27 m)                                                                                 | Couze (27 m)                                                                                 |
| ehemaliger Bahnhof | 467,235                                | Le Saut-du-Loup                                                                              | 398 m                                                                                        |
| Brücke über Wasserlauf | 467,369                                | Alagnon (27 m)                                                                               | Alagnon (27 m)                                                                               |
| Tunnel | 468,143                                | Tunnel de la Roche (43 m)                                                                    | Tunnel de la Roche (43 m)                                                                    |
| Bahnhof | 472,889                                | Brassac-les-Mines–Sainte-Florine                                                             | 409 m                                                                                        |
| Grenze |                                        | Département Puy-de-Dôme/Haute-Loire                                                          | Département Puy-de-Dôme/Haute-Loire                                                          |
| Bahnhof | 478,749                                | Arvant                                                                                       | 426 m                                                                                        |
| Abzweig geradeaus und nach rechts | 478,984                                | Bahnstrecke Figeac–Arvant nach Aurillac                                                      | Bahnstrecke Figeac–Arvant nach Aurillac                                                      |
| Abzweig geradeaus und ehemals von rechts | 485,500                                | Bahnstrecke Beaumont-Loriat–St-Flour von Saint-Flour                                         | Bahnstrecke Beaumont-Loriat–St-Flour von Saint-Flour                                         |
| Bahnhof | 489,099                                | Brioude                                                                                      | 434 m                                                                                        |
| Brücke über Wasserlauf | 492,401                                | Viaduc de la Bageasse (Allier) (81 m)                                                        | Viaduc de la Bageasse (Allier) (81 m)                                                        |
| ehemaliger Bahnhof | 494,117                                | Fontannes                                                                                    | 451 m                                                                                        |
| ehemaliger Bahnhof | 500,516                                | Frugières-le-Pin                                                                             | 488 m                                                                                        |
| Brücke über Wasserlauf | 501,141                                | Viaduc de Blannat (Senouire) (44 m)                                                          | Viaduc de Blannat (Senouire) (44 m)                                                          |
| Brücke über Wasserlauf | 502,209                                | Viaduc de Domeyrat (Senouire) (20 m)                                                         | Viaduc de Domeyrat (Senouire) (20 m)                                                         |
| Brücke über Wasserlauf | 504,236                                | Viaduc de Domarget (Senouire) (25 m)                                                         | Viaduc de Domarget (Senouire) (25 m)                                                         |
| Bahnhof | 507,009                                | Paulhaguet                                                                                   | Paulhaguet                                                                                   |
| Bahnhof | 512,962                                | Saint-Georges-d’Aurac                                                                        | 572 m                                                                                        |
| |                                        |                                                                                              |                                                                                              |
| Abzweig geradeaus und nach links | 513,104                                | Bahnstrecke Saint-Georges-d’Aurac–Saint-Étienne-Châteaucreux nach Saint-Étienne-Châteaucreux | Bahnstrecke Saint-Georges-d’Aurac–Saint-Étienne-Châteaucreux nach Saint-Étienne-Châteaucreux |
| |                                        |                                                                                              |                                                                                              |
| Brücke über Wasserlauf | 518,995                                | Viaduc de Costet (Allier) (263 m)                                                            | Viaduc de Costet (Allier) (263 m)                                                            |
| Bahnhof | 520,534                                | Langeac                                                                                      | 515 m                                                                                        |
| ehemaliger Bahnhof | 526,374                                | Chanteuges                                                                                   | 530 m                                                                                        |
| Tunnel | 528,014                                | Tunnel de Saint-Arcons (61 m)                                                                | Tunnel de Saint-Arcons (61 m)                                                                |
| Brücke | 532,000                                | Viaduc de Monteil (49 m)                                                                     | Viaduc de Monteil (49 m)                                                                     |
| ehemaliger Bahnhof | 533,595                                | Prades-Saint-Julien                                                                          | 550 m                                                                                        |
| Brücke | 534,032                                | Viaduc de Prades (66 m)                                                                      | Viaduc de Prades (66 m)                                                                      |
| Brücke über Wasserlauf | 535,010                                | Pont sur la Seuge (15 m)                                                                     | Pont sur la Seuge (15 m)                                                                     |
| Tunnel | 535,268                                | Tunnel de Prades (163 m)                                                                     | Tunnel de Prades (163 m)                                                                     |
| Tunnel | 539,007                                | Tunnel de la Garde (213 m)                                                                   | Tunnel de la Garde (213 m)                                                                   |
| Tunnel | 540,154                                | Tunnel des Ombries n°1 (60 m)                                                                | Tunnel des Ombries n°1 (60 m)                                                                |
| Tunnel | 540,250                                | Tunnel des Ombries n°2 (36 m)                                                                | Tunnel des Ombries n°2 (36 m)                                                                |
| Brücke | 540,364                                | Viaduc de Ponnet (35 m)                                                                      | Viaduc de Ponnet (35 m)                                                                      |
| Tunnel | 541,166                                | Tunnel du Saut-du-Vieillard (98 m)                                                           | Tunnel du Saut-du-Vieillard (98 m)                                                           |
| Tunnel | 541,924                                | Tunnel du Ponnet (120 m)                                                                     | Tunnel du Ponnet (120 m)                                                                     |
| Tunnel | 542,708                                | Tunnel de la Valette (75 m)                                                                  | Tunnel de la Valette (75 m)                                                                  |
| Tunnel | 543,368                                | Tunnel de la Madeleine (84 m)                                                                | Tunnel de la Madeleine (84 m)                                                                |
| Brücke über Wasserlauf | 543,690                                | Viaduc de la Madeleine (Allier) (110 m)                                                      | Viaduc de la Madeleine (Allier) (110 m)                                                      |
| Tunnel | 543,800                                | Tunnel de Pracleaux (90 m)                                                                   | Tunnel de Pracleaux (90 m)                                                                   |
| Tunnel | 544,206                                | Tunnel de Monistrol (48 m)                                                                   | Tunnel de Monistrol (48 m)                                                                   |
| Bahnhof | 544,519                                | Monistrol-d’Allier                                                                           | 607 m                                                                                        |
| Tunnel | 545,604                                | Galerie de la Raybutte (30 m)                                                                | Galerie de la Raybutte (30 m)                                                                |
| Brücke über Wasserlauf | 545,756                                | Viaduc de Fontannes (Allier) (131 m)                                                         | Viaduc de Fontannes (Allier) (131 m)                                                         |
| Tunnel | 545,934                                | Tunnel de Fontannes (161 m)                                                                  | Tunnel de Fontannes (161 m)                                                                  |
| Tunnel | 546,402                                | Tunnel du Jacquet (81 m)                                                                     | Tunnel du Jacquet (81 m)                                                                     |
| Tunnel | 546,629                                | Tunnel de Douachenez (551 m)                                                                 | Tunnel de Douachenez (551 m)                                                                 |
| Brücke | 547,338                                | Viaduc de Douachenez (80 m)                                                                  | Viaduc de Douachenez (80 m)                                                                  |
| Tunnel | 547,427                                | Tunnel de Saint-Didier (210 m)                                                               | Tunnel de Saint-Didier (210 m)                                                               |
| Tunnel | 547,815                                | Tunnel de Charbonnes (41 m)                                                                  | Tunnel de Charbonnes (41 m)                                                                  |
| Tunnel | 548,073                                | Tunnel de Paire-Grosse (87 m)                                                                | Tunnel de Paire-Grosse (87 m)                                                                |
| Brücke | 548,244                                | Viadukt (74 m)                                                                               | Viadukt (74 m)                                                                               |
| Tunnel | 548,384                                | Tunnel de Saint-Étienne (625 m)                                                              | Tunnel de Saint-Étienne (625 m)                                                              |
| Tunnel | 549,410                                | Tunnel de Charbonnières (71 m)                                                               | Tunnel de Charbonnières (71 m)                                                               |
| Brücke | 549,650                                | Viaduc de Paire (44 m)                                                                       | Viaduc de Paire (44 m)                                                                       |
| Tunnel | 549,774                                | Tunnel de Paire (98 m)                                                                       | Tunnel de Paire (98 m)                                                                       |
| Tunnel | 550,076                                | Tunnel de Ramenac (48 m)                                                                     | Tunnel de Ramenac (48 m)                                                                     |
| Brücke | 550,266                                | Viaduc de Ramenac (65 m)                                                                     | Viaduc de Ramenac (65 m)                                                                     |
| Tunnel | 550,408                                | Tunnel des Chastées (75 m)                                                                   | Tunnel des Chastées (75 m)                                                                   |
| Brücke über Wasserlauf | 550,562                                | Viaduc de Poutes (Allier) (62 m)                                                             | Viaduc de Poutes (Allier) (62 m)                                                             |
| Tunnel | 550,635                                | Tunnel de Poutes (64 m)                                                                      | Tunnel de Poutes (64 m)                                                                      |
| Tunnel | 551,501                                | Tunnel du Sac (70 m)                                                                         | Tunnel du Sac (70 m)                                                                         |
| Bahnhof | 554,330                                | Alleyras                                                                                     | 669 m                                                                                        |
| Tunnel | 556,389                                | Tunnel de Vabres (35 m)                                                                      | Tunnel de Vabres (35 m)                                                                      |
| Brücke | 556,530                                | Viaduc de Vabres (89 m)                                                                      | Viaduc de Vabres (89 m)                                                                      |
| Tunnel | 556,659                                | Tunnel d’Alleyras (220 m)                                                                    | Tunnel d’Alleyras (220 m)                                                                    |
| Tunnel | 557,840                                | Tunnel de la Parade (35 m)                                                                   | Tunnel de la Parade (35 m)                                                                   |
| Brücke | 559,451                                | Viaduc de la Talide (66 m)                                                                   | Viaduc de la Talide (66 m)                                                                   |
| Tunnel | 559,599                                | Tunnel de la Talide (355 m)                                                                  | Tunnel de la Talide (355 m)                                                                  |
| Tunnel | 560,336                                | Tunnel de Roquefort (167 m)                                                                  | Tunnel de Roquefort (167 m)                                                                  |
| Tunnel | 561,795                                | Tunnel du Crest (135 m)                                                                      | Tunnel du Crest (135 m)                                                                      |
| Tunnel | 562,388                                | Tunnel de Genestouze (61 m)                                                                  | Tunnel de Genestouze (61 m)                                                                  |
| Tunnel | 563,297                                | Tunnel de la Selette (211 m)                                                                 | Tunnel de la Selette (211 m)                                                                 |
| Tunnel | 563,877                                | Tunnel du Faux (64 m)                                                                        | Tunnel du Faux (64 m)                                                                        |
| Tunnel | 564,542                                | Tunnel de Saint-Christophe (37 m)                                                            | Tunnel de Saint-Christophe (37 m)                                                            |
| Brücke | 564,892                                | Viaduc de Saint-Christophe (98 m)                                                            | Viaduc de Saint-Christophe (98 m)                                                            |
| Tunnel | 565,140                                | Tunnel de Souils (90 m)                                                                      | Tunnel de Souils (90 m)                                                                      |
| Brücke | 565,865                                | Viaduc de Bassette (65 m)                                                                    | Viaduc de Bassette (65 m)                                                                    |
| Tunnel | 566,096                                | Tunnel du Thord (253 m)                                                                      | Tunnel du Thord (253 m)                                                                      |
| Tunnel | 566,849                                | Tunnel de l’Étang (62 m)                                                                     | Tunnel de l’Étang (62 m)                                                                     |
| Brücke über Wasserlauf | 567,300                                | Viaduc de Chapeauroux (404 m)                                                                | Viaduc de Chapeauroux (404 m)                                                                |
| Bahnhof | 567,862                                | Chapeauroux                                                                                  | 751 m                                                                                        |
| Tunnel | 568,615                                | Tunnel de Crémat (223 m)                                                                     | Tunnel de Crémat (223 m)                                                                     |
| Tunnel | 568,873                                | Galerie de Chaillet (48 m)                                                                   | Galerie de Chaillet (48 m)                                                                   |
| Tunnel | 569,155                                | Tunnel de Condres (494 m)                                                                    | Tunnel de Condres (494 m)                                                                    |
| Brücke | 569,751                                | Viaduc de Condres (162 m)                                                                    | Viaduc de Condres (162 m)                                                                    |
| Brücke über Wasserlauf | 571,827                                | Viaduc de Ribains (Allier) (86 m)                                                            | Viaduc de Ribains (Allier) (86 m)                                                            |
| Tunnel | 571,962                                | Tunnel de Ribains (494 m)                                                                    | Tunnel de Ribains (494 m)                                                                    |
| Tunnel | 572,845                                | Tunnel de Rauret (304 m)                                                                     | Tunnel de Rauret (304 m)                                                                     |
| Brücke | 573,202                                | Viaduc de Rauret (45 m)                                                                      | Viaduc de Rauret (45 m)                                                                      |
| Tunnel | 573,243                                | Tunnel de Freycenet (110 m)                                                                  | Tunnel de Freycenet (110 m)                                                                  |
| Tunnel | 573,785                                | Tunnel de la Joncherette (268 m)                                                             | Tunnel de la Joncherette (268 m)                                                             |
| ehemaliger Bahnhof | 574,69x                                | Jonchères                                                                                    | 832 m                                                                                        |
| Brücke | 576,430                                | Viaduc de Boisdelaine (152 m)                                                                | Viaduc de Boisdelaine (152 m)                                                                |
| Tunnel | 576,608                                | Tunnel du Mazel (86 m)                                                                       | Tunnel du Mazel (86 m)                                                                       |
| Brücke | 577,470                                | Viaduc de la Pinède (50 m)                                                                   | Viaduc de la Pinède (50 m)                                                                   |
| Tunnel | 577,581                                | Tunnel de la Pinède (105 m)                                                                  | Tunnel de la Pinède (105 m)                                                                  |
| Tunnel | 577,264                                | Tunnel de la Forêt (72 m)                                                                    | Tunnel de la Forêt (72 m)                                                                    |
| Brücke über Wasserlauf | 578,520                                | Viaduc du Mazel (Allier) (65 m)                                                              | Viaduc du Mazel (Allier) (65 m)                                                              |
| Tunnel | 578,605                                | Tunnel du Pourcentage (152 m)                                                                | Tunnel du Pourcentage (152 m)                                                                |
| Brücke | 580,200                                | Viaduc (43 m)                                                                                | Viaduc (43 m)                                                                                |
| Tunnel | 580,237                                | Tunnel de Pomeyrols (354 m)                                                                  | Tunnel de Pomeyrols (354 m)                                                                  |
| Tunnel | 582,642                                | Tunnel de la Vallette (121 m)                                                                | Tunnel de la Vallette (121 m)                                                                |
| Brücke über Wasserlauf | 583,595                                | Gazelle (38 m)                                                                               | Gazelle (38 m)                                                                               |
| Grenze |                                        | Département Haute-Loire/Lozère                                                               | Département Haute-Loire/Lozère                                                               |
| Abzweig geradeaus und ehemals von links |                                        | Bahnstrecke Le Puy–Langogne von Le Puy-en-Velay                                              | Bahnstrecke Le Puy–Langogne von Le Puy-en-Velay                                              |
| Brücke | 586,789                                | Viadukt (112 m)                                                                              | Viadukt (112 m)                                                                              |
| Bahnhof | 587,095                                | Langogne                                                                                     | 913 m                                                                                        |
| Brücke | 587,301                                | Viaduc de Langouyrou (60 m)                                                                  | Viaduc de Langouyrou (60 m)                                                                  |
| Brücke über Wasserlauf | 588,692                                | Viaduc des Brasses (Allier) (187 m)                                                          | Viaduc des Brasses (Allier) (187 m)                                                          |
| Tunnel | 591,332                                | Tunnel de la Veyssière (142 m)                                                               | Tunnel de la Veyssière (142 m)                                                               |
| Tunnel | 592,726                                | Tunnel de Saint-Martin (96 m)                                                                | Tunnel de Saint-Martin (96 m)                                                                |
| Brücke | 593,682                                | Viaduc de l’Espézonnette (50 m)                                                              | Viaduc de l’Espézonnette (50 m)                                                              |
| Brücke über Wasserlauf | 596,089                                | Viaduc de Bouchâtel (Allier) (72 m)                                                          | Viaduc de Bouchâtel (Allier) (72 m)                                                          |
| Bahnhof | 599,246                                | Luc                                                                                          | 971 m                                                                                        |
| Brücke über Wasserlauf | 602,032                                | Viaduc de la Veyrune (Allier) (38 m)                                                         | Viaduc de la Veyrune (Allier) (38 m)                                                         |
| Brücke über Wasserlauf | 604,0xx                                | Viaduc de Rogleton (Allier) (59 m)                                                           | Viaduc de Rogleton (Allier) (59 m)                                                           |
| Bahnhof | 606,599                                | La Bastide – Saint-Laurent-les-Bains                                                         | 1 024 m                                                                                      |
| Abzweig geradeaus und nach rechts |                                        | Bahnstrecke Le Monastier–La Bastide-St-Laurent-les-Bains                                     | Bahnstrecke Le Monastier–La Bastide-St-Laurent-les-Bains                                     |
| Brücke über Wasserlauf | 607,628                                | Viaduc des Huttes (Allier) (14 m)                                                            | Viaduc des Huttes (Allier) (14 m)                                                            |
| Tunnel | 607,684                                | Tunnel de la Bastide (894 m)                                                                 | Tunnel de la Bastide (894 m)                                                                 |
| Tunnel | 608,861                                | Tunnel de Fagoux (378 m)                                                                     | Tunnel de Fagoux (378 m)                                                                     |
| Tunnel | 609,537                                | Tunnel de Bazaux (201 m)                                                                     | Tunnel de Bazaux (201 m)                                                                     |
| Tunnel | 610,274                                | Tunnel de Pradal (164 m)                                                                     | Tunnel de Pradal (164 m)                                                                     |
| Tunnel | 610,688                                | Tunnel de Gravil (1 120 m)                                                                   | Tunnel de Gravil (1 120 m)                                                                   |
| Tunnel | 612,220                                | Tunnel de la Molette (503 m)                                                                 | Tunnel de la Molette (503 m)                                                                 |
| Tunnel | 613,062                                | Tunnel de Serre-Degales (197 m)                                                              | Tunnel de Serre-Degales (197 m)                                                              |
| Tunnel | 613,611                                | Tunnel de Vertel (162 m)                                                                     | Tunnel de Vertel (162 m)                                                                     |
| Tunnel | 615,581                                | Tunnel de Resseau (105 m)                                                                    | Tunnel de Resseau (105 m)                                                                    |
| ehemaliger Bahnhof | 615,968                                | Prévenchères-Gorges du Chassezac                                                             | Prévenchères-Gorges du Chassezac                                                             |
| Tunnel | 616,986                                | Tunnel de Rachas (117 m)                                                                     | Tunnel de Rachas (117 m)                                                                     |
| Brücke über Wasserlauf | 617,333                                | Viaduc du Chassezac (90 m)                                                                   | Viaduc du Chassezac (90 m)                                                                   |
| Tunnel | 617,395                                | Tunnel du Chassezac (187 m)                                                                  | Tunnel du Chassezac (187 m)                                                                  |
| Tunnel | 618,954                                | Tunnel d’Albespeyre (1 521 m)                                                                | Tunnel d’Albespeyre (1 521 m)                                                                |
| Tunnel | 621,128                                | Tunnel de Serre-Bas (68 m)                                                                   | Tunnel de Serre-Bas (68 m)                                                                   |
| Brücke | 621,499                                | Viaduc des Fourches (100 m)                                                                  | Viaduc des Fourches (100 m)                                                                  |
| Tunnel | 621,566                                | Tunnel du Gros-Chou (150 m)                                                                  | Tunnel du Gros-Chou (150 m)                                                                  |
| Tunnel | 621,931                                | Tunnel de Bessèdes (201 m)                                                                   | Tunnel de Bessèdes (201 m)                                                                   |
| Tunnel | 622,495                                | Tunnel de Pourcharesses (336 m)                                                              | Tunnel de Pourcharesses (336 m)                                                              |
| Tunnel | 623,077                                | Galerie du Pradel (121 m)                                                                    | Galerie du Pradel (121 m)                                                                    |
| Tunnel | 623,436                                | Tunnel de Chabrel (290 m)                                                                    | Tunnel de Chabrel (290 m)                                                                    |
| Tunnel | 624,463                                | Tunnel de Truel (255 m)                                                                      | Tunnel de Truel (255 m)                                                                      |
| Tunnel | 625,072                                | Tunnel de Civadière (201 m)                                                                  | Tunnel de Civadière (201 m)                                                                  |
| Brücke über Wasserlauf | 625,448                                | Viaduc de l’Altier (246 m)                                                                   | Viaduc de l’Altier (246 m)                                                                   |
| Tunnel | 625,590                                | Tunnel de l’Altier (708 m)                                                                   | Tunnel de l’Altier (708 m)                                                                   |
| Brücke | 626,458                                | Viaduc de Palhères (47 m)                                                                    | Viaduc de Palhères (47 m)                                                                    |
| Bahnhof | 626,791                                | Villefort                                                                                    | 606 m                                                                                        |
| Tunnel | 627,137                                | Tunnel de Villefort (276 m)                                                                  | Tunnel de Villefort (276 m)                                                                  |
| Tunnel | 627,536                                | Tunnel du Rat (61 m)                                                                         | Tunnel du Rat (61 m)                                                                         |
| Tunnel | 628,046                                | Tunnel du Collet (462 m)                                                                     | Tunnel du Collet (462 m)                                                                     |
| Tunnel | 629,301                                | Tunnel de Valcrouzes (560 m)                                                                 | Tunnel de Valcrouzes (560 m)                                                                 |
| Grenze |                                        | Département Lozère/Gard                                                                      | Département Lozère/Gard                                                                      |
| Tunnel | 630,272                                | Tunnel de Rancel (242 m)                                                                     | Tunnel de Rancel (242 m)                                                                     |
| Tunnel | 631,082                                | Tunnel d’Elzières (414 m)                                                                    | Tunnel d’Elzières (414 m)                                                                    |
| Brücke | 632,186                                | Viaduc de la Malautière (176 m)                                                              | Viaduc de la Malautière (176 m)                                                              |
| Tunnel | 632,303                                | Tunnel de Maussal (106 m)                                                                    | Tunnel de Maussal (106 m)                                                                    |
| ehemaliger Bahnhof | 633,394                                | Concoules – Ponteils                                                                         | 583 m                                                                                        |
| Tunnel | 634,010                                | Tunnel de Planzolles (512 m)                                                                 | Tunnel de Planzolles (512 m)                                                                 |
| Tunnel | 635,421                                | Tunnel de Ribes (197 m)                                                                      | Tunnel de Ribes (197 m)                                                                      |
| Tunnel | 636,652                                | Tunnel de la Banlève (714 m)                                                                 | Tunnel de la Banlève (714 m)                                                                 |
| Tunnel | 637,779                                | Tunnel de Champrevars (113 m)                                                                | Tunnel de Champrevars (113 m)                                                                |
| Tunnel | 638,484                                | Tunnel de Leyrolles (234 m)                                                                  | Tunnel de Leyrolles (234 m)                                                                  |
| Tunnel | 639,114                                | Tunnel de Génolhac (396 m)                                                                   | Tunnel de Génolhac (396 m)                                                                   |
| Bahnhof | 639,759                                | Génolhac                                                                                     | 471 m                                                                                        |
| Brücke | 641,222                                | Viaduc du Valat-de-Finoune (71 m)                                                            | Viaduc du Valat-de-Finoune (71 m)                                                            |
| Tunnel | 641,844                                | Tunnel de Belle-Poêle (166 m)                                                                | Tunnel de Belle-Poêle (166 m)                                                                |
| Tunnel | 642,116                                | Tunnel de Nauches (229 m)                                                                    | Tunnel de Nauches (229 m)                                                                    |
| Tunnel | 642,884                                | Tunnel du Roc-Courbier (177 m)                                                               | Tunnel du Roc-Courbier (177 m)                                                               |
| Tunnel | 643,188                                | Tunnel des Faussats (261 m)                                                                  | Tunnel des Faussats (261 m)                                                                  |
| Tunnel | 643,675                                | Tunnel de Pertus (287 m)                                                                     | Tunnel de Pertus (287 m)                                                                     |
| Brücke | 644,419                                | Viaduc du Valat-de-Landiol (112 m)                                                           | Viaduc du Valat-de-Landiol (112 m)                                                           |
| Tunnel | 644,537                                | Tunnel de l’Alliège (141 m)                                                                  | Tunnel de l’Alliège (141 m)                                                                  |
| Brücke über Wasserlauf | 646,108                                | Viaduc de Chamborigaud (Luech) (398 m)                                                       | Viaduc de Chamborigaud (Luech) (398 m)                                                       |
| Abzweig geradeaus und ehemals von links | 646,500                                | Anschluss der Mines de Portes                                                                | Anschluss der Mines de Portes                                                                |
| Brücke | 646,509                                | Viaduc de Frescenet (88 m)                                                                   | Viaduc de Frescenet (88 m)                                                                   |
| Bahnhof | 647,052                                | Chamborigaud                                                                                 | 330 m                                                                                        |
| Brücke | 647,268                                | Viaduc de Baldy (69 m)                                                                       | Viaduc de Baldy (69 m)                                                                       |
| Tunnel | 648,443                                | Tunnel de la Bégude (1725 m)                                                                 | Tunnel de la Bégude (1725 m)                                                                 |
| Tunnel | 651,517                                | Tunnel de Machères (127 m)                                                                   | Tunnel de Machères (127 m)                                                                   |
| Tunnel | 651,809                                | Tunnel de Berlières (61 m)                                                                   | Tunnel de Berlières (61 m)                                                                   |
| Abzweig geradeaus und ehemals von rechts |                                        | Bahnstrecke Florac–Sainte-Cécile-d’Andorge von Florac                                        | Bahnstrecke Florac–Sainte-Cécile-d’Andorge von Florac                                        |
| Bahnhof | 652,544                                | Sainte-Cécile-d’Andorge                                                                      | 291 m                                                                                        |
| Tunnel | 652,858                                | Tunnel de Sainte-Cécile-d’Andorge (160 m)                                                    | Tunnel de Sainte-Cécile-d’Andorge (160 m)                                                    |
| Tunnel | 653,242                                | Tunnel de Valoussières (183 m)                                                               | Tunnel de Valoussières (183 m)                                                               |
| Tunnel | 653,607                                | Tunnel de la Pinède (168 m)                                                                  | Tunnel de la Pinède (168 m)                                                                  |
| Tunnel | 655,192                                | Tunnel de Lardoux (249 m)                                                                    | Tunnel de Lardoux (249 m)                                                                    |
| Brücke | 655,594                                | Viaduc de Lardoux (138 m)                                                                    | Viaduc de Lardoux (138 m)                                                                    |
| Bahnhof | 657,600                                | La Levade                                                                                    | 202 m                                                                                        |
| Brücke über Wasserlauf | 657,693                                | Viaduc de la Tronche (72 m)                                                                  | Viaduc de la Tronche (72 m)                                                                  |
| Bahnhof | 660,599                                | La Grand-Combe-La Pise                                                                       | 188 m                                                                                        |
| Brücke | 660,658                                | Viaduc de la Grand-Combe (100 m)                                                             | Viaduc de la Grand-Combe (100 m)                                                             |
| Tunnel | 661,783                                | Tunnel du Fesc (201 m)                                                                       | Tunnel du Fesc (201 m)                                                                       |
| Brücke | 662,737                                | Viaduc du Valat-du-Mazet (75 m)                                                              | Viaduc du Valat-du-Mazet (75 m)                                                              |
| Dienststation / Betriebs- oder Güterbahnhof | 665,338                                | Malbosc                                                                                      | 165 m                                                                                        |
| Dienststation / Betriebs- oder Güterbahnhof | 671,829                                | Tamaris                                                                                      | 142 m                                                                                        |
| Brücke über Wasserlauf | 672,744                                | Viaduc de la Tronche (55 m)                                                                  | Viaduc de la Tronche (55 m)                                                                  |
| Abzweig geradeaus und von links | 673,465                                | Bahnstrecke Le Teil–Alès von Le Teil                                                         | Bahnstrecke Le Teil–Alès von Le Teil                                                         |
| Tunnel | 673,628                                | Tunnel du Pèlerin (211 m)                                                                    | Tunnel du Pèlerin (211 m)                                                                    |
| Bahnhof | 674,129                                | Alès                                                                                         | 136 m                                                                                        |
| Abzweig geradeaus und ehemals nach links | 674,129                                | Bahnstrecke Alès–Port-L’Ardoise nach Port-L’Ardoise                                          | Bahnstrecke Alès–Port-L’Ardoise nach Port-L’Ardoise                                          |
| ehemaliger Bahnhof | 679,626                                | Saint-Hilaire-de-Brethmas                                                                    | 116 m                                                                                        |
| Brücke über Wasserlauf | 680,487                                | Viaduc de l’Avène (168 m)                                                                    | Viaduc de l’Avène (168 m)                                                                    |
| ehemaliger Bahnhof | 683,905                                | Mas-des-Gardies                                                                              | 105 m                                                                                        |
| Abzweig geradeaus und nach rechts |                                        | Bahnstrecke Mas-des-Gardies–Les Mazes-le-Crès nach Mazes-le-Crès                             | Bahnstrecke Mas-des-Gardies–Les Mazes-le-Crès nach Mazes-le-Crès                             |
| ehemaliger Bahnhof | 686,852                                | Vézénobres                                                                                   | 99 m                                                                                         |
| Tunnel | 688,049                                | Tunnel de Ners (394 m)                                                                       | Tunnel de Ners (394 m)                                                                       |
| Brücke über Wasserlauf | 689,339                                | Viaduc de Ners (Gardon) (456 m)                                                              | Viaduc de Ners (Gardon) (456 m)                                                              |
| ehemaliger Bahnhof | 689,565                                | Ners                                                                                         | 94 m                                                                                         |
| Tunnel | 692,711                                | Tunnel de Boucoiran (139 m)                                                                  | Tunnel de Boucoiran (139 m)                                                                  |
| Bahnhof | 693,142                                | Boucoiran                                                                                    | 82 m                                                                                         |
| Bahnhof | 695,606                                | Nozières – Brignon                                                                           | 78 m                                                                                         |
| Abzweig geradeaus und nach links | 695,606                                | Bahnstrecke Uzès–Nozières-Brignon nach Uzès                                                  | Bahnstrecke Uzès–Nozières-Brignon nach Uzès                                                  |
| Bahnhof | 698,813                                | Saint-Geniès-de-Malgoirès                                                                    | 88 m                                                                                         |
| Bahnhof | 703,747                                | Fons – Saint-Mamert                                                                          | 99 m                                                                                         |
| Brücke | 704,870                                | Viaduc de la Braume (360 m)                                                                  | Viaduc de la Braume (360 m)                                                                  |
| Tunnel | 705,190                                | Tunnel de Gajan (130 m)                                                                      | Tunnel de Gajan (130 m)                                                                      |
| ehemaliger Bahnhof | 713,118                                | Mas-de-Ponge                                                                                 | 147 m                                                                                        |
| Brücke | 717,834                                | Viaduc de la Tourmagne (240 m)                                                               | Viaduc de la Tourmagne (240 m)                                                               |
| Tunnel | 717,995                                | Tunnel de la Tourmagne (186 m)                                                               | Tunnel de la Tourmagne (186 m)                                                               |
| Brücke | 718,855                                | Viaduc du Mas-du-Diable-de-Russan (268 m)                                                    | Viaduc du Mas-du-Diable-de-Russan (268 m)                                                    |
| Abzweig geradeaus, nach links und von links | 721,14624,700                          | Bahnstrecke Tarascon–Sète-Ville von Tarascon                                                 | Bahnstrecke Tarascon–Sète-Ville von Tarascon                                                 |
| Strecke geradeaus | 26,850                                 | Viadukt von Nîmes (1 669 m)                                                                  | Viadukt von Nîmes (1 669 m)                                                                  |
| Bahnhof | 27,150                                 | Nîmes                                                                                        | 46 m                                                                                         |
| Strecke |                                        |                                                                                              |                                                                                              |
| |                                        | Bahnstrecke Tarascon–Sète-Ville nach Sète                                                    |                                                                                              |

Die Bahnstrecke Saint-Germain-des-Fossés–Nîmes ist Teil einer Eisenbahn-Fernverbindung von Paris in Richtung Mittelmeer. Ausgangspunkt der regelspurigen, weitgehend nicht elektrifizierten Bahn ist der Trennungsbahnhof Saint-Germain-des-Fossés nahe Vichy, Endpunkt die Großstadt Nîmes im unteren Rhonetal. Ihr mittlerer Abschnitt zwischen Langeac und Alès wird auch als Cevennenbahn (frz. Ligne des Cévennes) bezeichnet. Diese gilt als eine der landschaftlich schönsten Eisenbahnstrecken Frankreichs.

## Geschichte

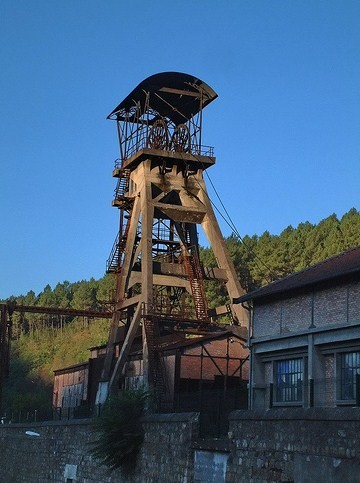
La Grand-Combe, Kohlenmine du puits Ricard, jetzt „Maison du Mineur“

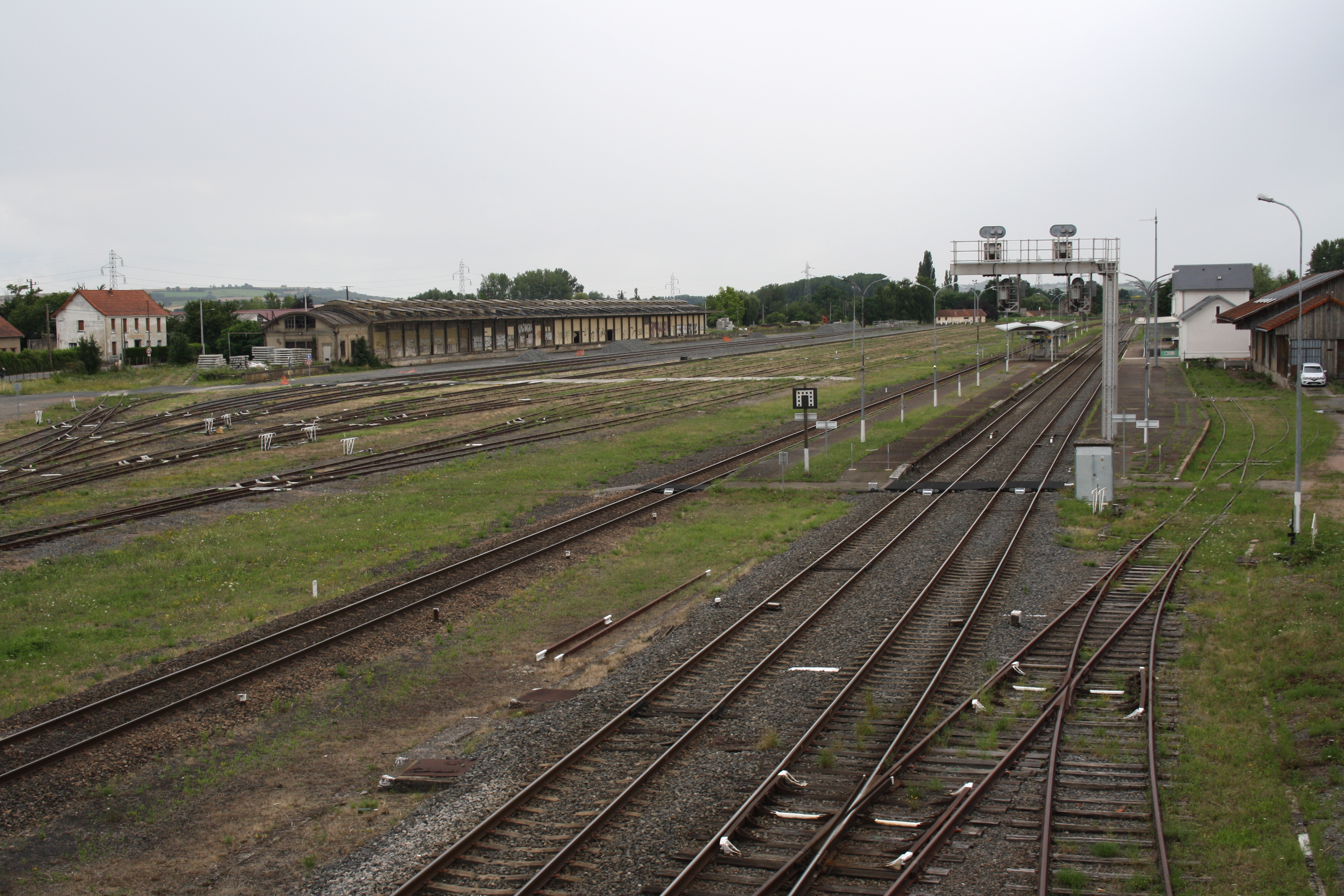
Bahnhof Gannat

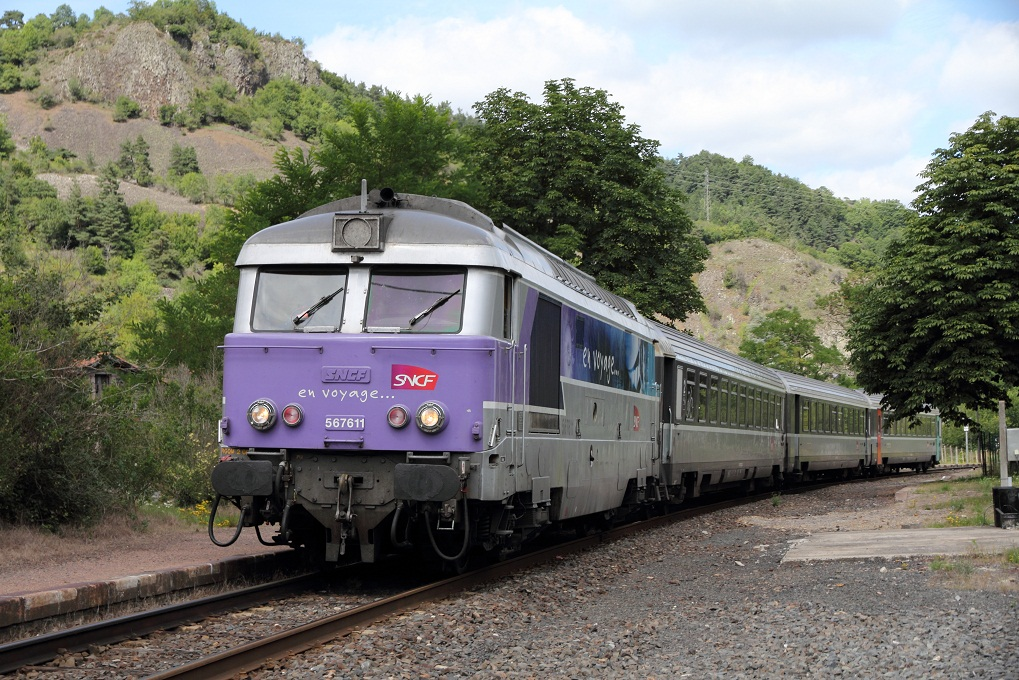
TER mit BB 67400 in Alleyras

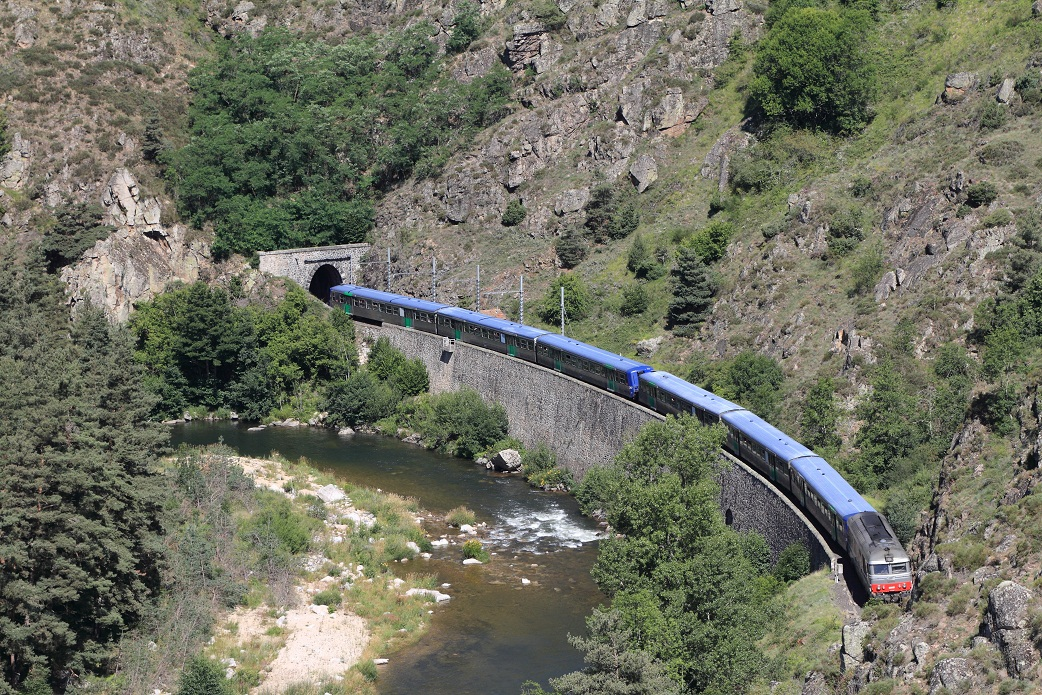
Südportal des Tunnel de Freycenet bei Jonchères

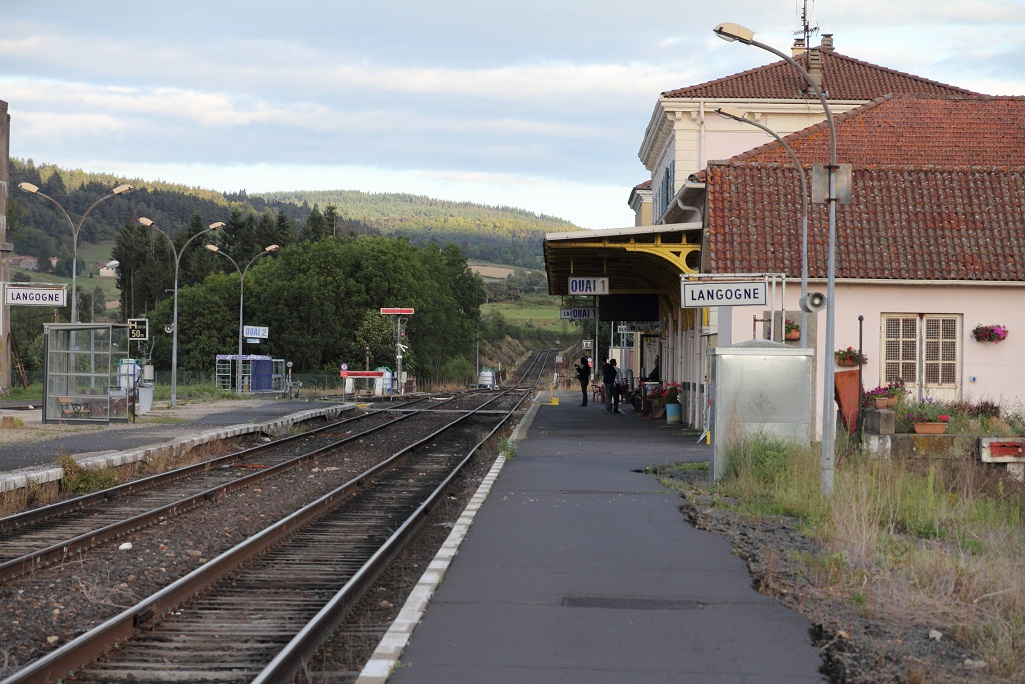
Bahnhof Langogne

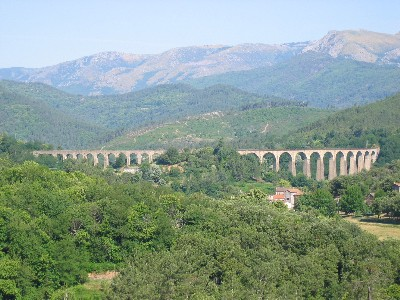
Viadukt von Chamborigaud über den Luech

Der Bau des ersten Abschnitts der Bahn geht auf Paulin Talabot (1799–1885) zurück, der 1836 die Gesellschaft Compagnie des mines de la Grand’Combe et des chemins de fer du Gard gründete. Deren Zweck war die bessere Erschließung der Kohlevorkommen um Alès und der Transport der geförderten Kohle von dort über Nîmes zum Rhonehafen von Beaucaire.
1852 wurde die Strecke von der Eisenbahngesellschaft Compagnie du chemin de fer de Lyon à la Méditerranée übernommen, die ab 1857 Compagnie des chemins de fer de Paris à Lyon et à la Méditerranée (P.L.M.) hieß. Die P.L.M. wollte Paris durch das Zentralmassiv längs des Flusses Allier mit Marseille verbinden. 1870 ging als letzte Etappe der zentrale Abschnitt zwischen Langeac und Villefort in Betrieb.

## Streckenbeschreibung
Die Strecke durchquert bzw. berührt die Départements Puy-de-Dôme, Haute-Loire (in der ehemaligen Region Auvergne), Lozère und Gard (in der Region Languedoc-Roussillon). Sie verläuft weitgehend parallel zum Fluss Allier und überquert den 1965 angelegten Stausee Lac de Villefort. Als größere Orte liegen Issoire, Arvant, Brioude, Langeac, Langogne, Villefort, Génolhac, La Grand-Combe, Alès und Ners an der Bahn.
Kernstück der Cevennenbahn ist die 67 Kilometer lange Trasse durch die Gorges de l’Allier zwischen Langeac und Langogne. Die Bergstrecke zählt 51 Tunnel und 16 Viadukte und überwindet eine Differenz von 400 Höhenmetern. Der höchste Punkt der Strecke liegt auf einer Höhe von 1025 m unweit des Bahnhofs La Bastide-Saint-Laurent-les-Bains.
In Monistrol-d’Allier kreuzt die Strecke den südfranzösischen Abschnitt des Jakobswegs. Im nahen Le Puy-en-Velay treffen sich in der Kathedrale von Puy die Pilger aus Frankreich, Deutschland und der Schweiz auf ihrem Weg durchs Zentralmassiv nach Santiago de Compostela in Nordwestspanien.
Die Strecke mündete bis 2013 im ungefähr zwei Kilometer östlich des Bahnhofes Nîmes gelegenen Betriebsbahnhof Courbessac aus Richtung Nordwesten ein, so dass alle Züge aus Richtung Alès einen Fahrtrichtungswechsel durchführen mussten, um den Bahnhof Nîmes anfahren zu können. Der Bau einer eingleisigen Verbindungskurve wurde 2010 begonnen; diese wurde am 25. März 2013 in Betrieb genommen. Das hat die Fahrzeit um ca. acht Minuten verkürzt.

### Streckenführung

#### Saint-Germain-des-Fossés – Clermont-Ferrand
Der Ausgangsbahnhof Saint-Germain-des-Fossés im Tal des Allier nördlich von Vichy wird westwärts über den Fluss Richtung Gannat in der Limagne bourbonnaise verlassen, wobei der sanfte Aufstieg aus dem Tal über seichte Seitenfurchen erfolgt. Südwärts von Gannat hält sich die Trassenführung, in der Ebene, grob via Riom an die Ostabdachung der Monts du Forez des Zentralmassivs. In Riom fädelt die erst 1931 eröffnete Hauptstrecke aus Vichy ein, bis Clermont-Ferrand wird die Grande Limagne gestreckt trassiert durchmessen. Nach der Großstadt Clermont-Ferrand geht es südostwärts weiter wieder zurück in das Tal des Allier bei Les Martres-de-Veyre, dem via Issoire bis kurz vor dem Trennungsbahnhof Arvant (etwa 10 km hinter Brassac-les-Mines) gefolgt wird.

#### Arvant – La Bastide-Puylaurent
Arvant im westlichen Hinterland des Alliertals wird südwärts verlassen und bei Brioude der Fluss wieder erreicht. Nach seiner Übersetzung ins Tal der Senouire hinein, wird dieser bis etwa Paulhaguet, ab dann der Couteuges bis etwa zum Trennungsbahnhof Saint-Georges-d'Aurac. Von hier aus geht es dann wieder hinein ins Alliertal bis Langeac, wo der Fluss an sein linkes (westliches) Ufer hin übersetzt wird.
Flussaufwärts hält sich die Trasse dann weiter an den linken Talflankenfuß bzw. den Talhang am weitgehend unbesiedelten Talboden bis Monistrol-d’Allier, wo kurzfristig zweimal die Flussseite gewechselt wird. Weiter südwärts werden nun einige Flussschleifen mit Tunneldurchstichen abgekürzt und bei der Barrage de Poutès, dem Staudamm von Poutès, an die östliche Talseite gewechselt. Bei Chapeauroux neuerlicher Seitenwechsel sowie Überbrückung des einmündenden Seitentals mittels eines großen Kurvenviadukts. Schließlich wird weiter Richtung Süden Langogne erreicht, von wo aus der Allier immer höher bis zum Trennungsbahnhof in La Bastide-Puylaurent auf über 1000 m Seehöhe gefolgt wird.

#### La Bastide-Puylaurent – Alès
Der Abstieg Richtung Süden ist topographisch deutlich komplexer angelegt als der Anstieg von Norden her und beginnt unmittelbar südlich von La Bastide-Puylaurent mit dem Tunnel de la Bastide unter dem Höhenrücken zwischen einem Oberlauf der Borne, der Bornet, und dem Hochtal der Allier. Von der Bornetseite her führt eine Tunnelkette (u. a. Tunnel de Gravil) bei Prévenchères an die östliche Talflanke des Chassezac-Tals, welches im Tunnel d’Albespeyre wiederum Richtung Oberlauf des Altier bzw. Lac de Villefort hin verlassen wird. Bei Villefort wird dann an Oberläufe bzw. Seitentäler der Cèze hoch an der Ostabdachung des Mont-Lozère Stocks u. a. am Forêt domaniale de Malmontet gewechselt, wobei südlich von Concoules kurz der Oberlauf der Amalet tangiert wird, ehe bei Génolhac das Tal der Homol erreicht wird. Der nächste Talwechsel, diesmal hoch an die östliche Talflanke, betrifft jenes der Luech. Sie wird im imposanten Bogenviadukt von Chamborigaud in einen Seitengraben hinein überfahren, damit die Bahnstrecke im Tunnel de la Bégude endlich an einen Oberlauf (L´Andorge) des Gardon d’Alès gelangt. Das sich flussabwärts weitende Haupttal wird bei Sainte-Cécile-d’Andorge erreicht, dem nun an seiner Ostseite bis Alès gefolgt wird.

## Verkehr

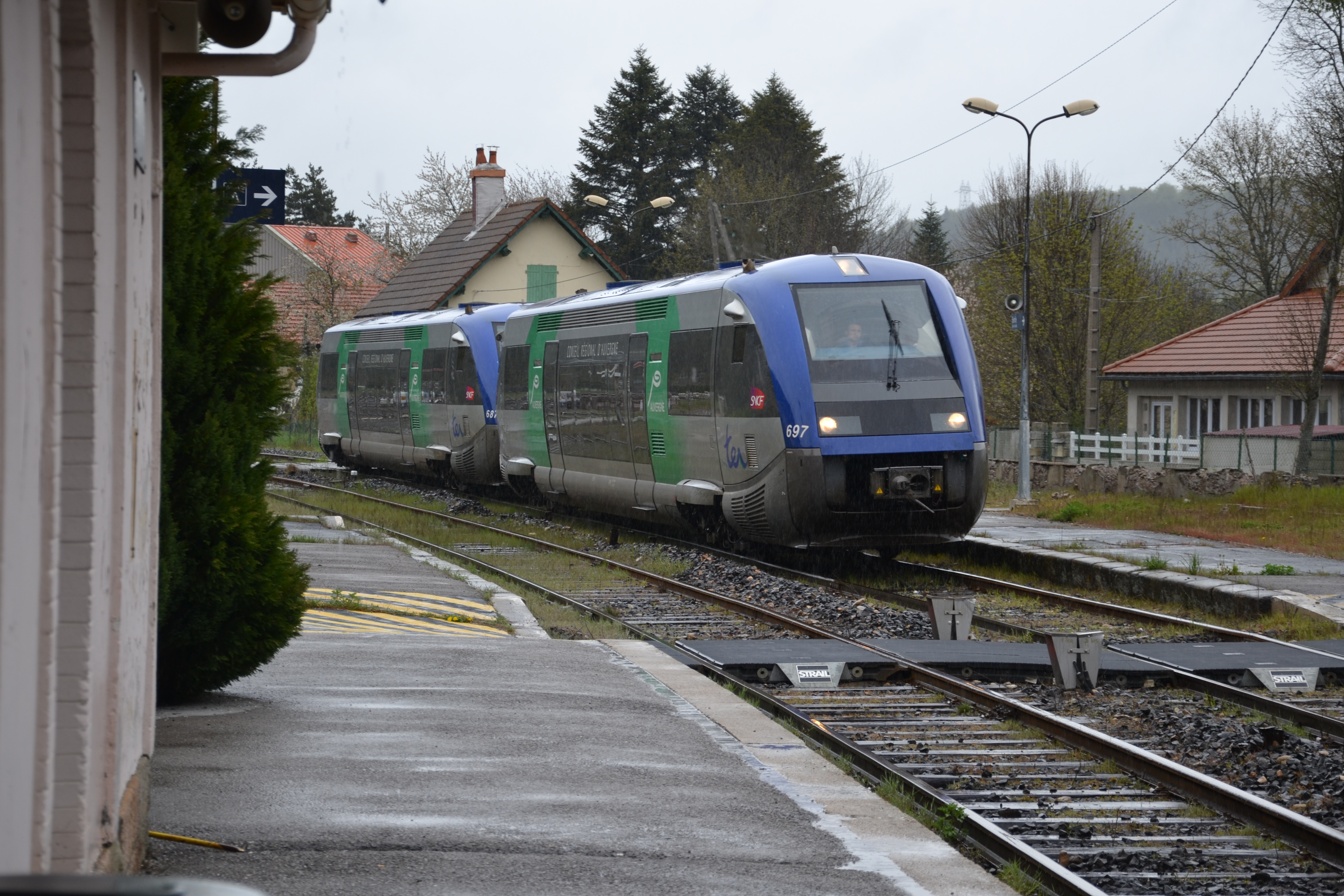
Zwei „Baleine“-Dieseltriebwagen im höchsten Bahnhof der Strecke La Bastide – Saint-Laurent-les-Bains

Auf der Cevennenbahn verkehren im Personenverkehr täglich drei durchgehende Zugpaare Clermont-Ferrand–Nîmes. In den Abschnitten Clermont-Ferrand–Saint-Georges-d’Aurac sowie La Bastide-Saint-Laurent-les-Bains–Nîmes verlaufen etwa drei bzw. zwei weitere Zugpaare täglich zu den nach Le Puy-en-Velay bzw. Mende abzweigenden Linien, zwischen Alès und Nîmes wird das Angebot durch Züge des Regionalverkehrs auf etwa stündliche Bedienung ergänzt (Stand 2023). Von 1959 bis 1978 fuhr der damals Le Cévenol genannte Zug (Paris–Marseille über Clermont-Ferrand) mit zweistöckigen Aussichtswagen (Panoramawagen).

## Film
- Alexander Schweitzer: Mit dem Zug durchs Zentralmassiv in der Serie Mit dem Zug durch ... (Reisebericht. Deutschland, 2009, 43 Min)
- Alexander Schweitzer: Durch die Schluchten des Zentralmassivs in der Serie Eisenbahn-Romantik (Deutschland, 2009, 29 Min)